# Uvaria micrantha
Uvaria micrantha este o specie de plante angiosperme din genul Uvaria, familia Annonaceae. A fost descrisă pentru prima dată de A. Dc., și a primit numele actual de la Joseph Dalton Hooker och Thomas Thomson. Conform Catalogue of Life specia Uvaria micrantha nu are subspecii cunoscute.